# Legio XIIII Gemina

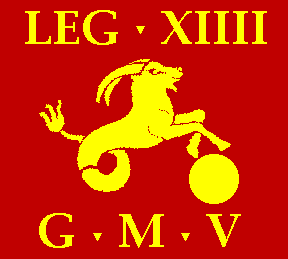
Le capricorne, emblème habituel de la Legio XIIII Gemina.

La Legio XIIII Gemina (litt : la 14e légion jumelle), devenue par la suite Legio XIIII Gemina Martia Victrix (litt : la 14e légion jumelle victorieuse grâce à Mars), est une légion romaine  possiblement levée par Jules César avant la conquête des Gaules, détruite presque immédiatement, puis reconstituée avant le siège d’Alésia. Elle participa à presque toutes les batailles livrées par César durant la guerre civile.
Une nouvelle Legio XIIII apparait après 14 av. J.-C., création nouvelle ou reconstitution de l’ancienne. Elle fut utilisée par Octave pour mettre un terme à l’occupation de la Sicile par Pompée[précision nécessaire], ce dernier menaçant l’approvisionnement en blé de Rome, puis pour assurer la victoire finale sur Marc Antoine à la bataille d’Actium. À la suite de cette bataille, elle intégra des soldats provenant des anciennes légions de Marc Antoine et obtint ainsi son surnom de Gemina (jumelle – voir note 1). Elle aurait dû participer à la campagne avortée de Tibère contre les Marcomans, mais ce plan dut être abandonné, une révolte s’étant déclarée en Pannonie. Après l’humiliante défaite de Teutoburg où furent annihilées en Germanie supérieure trois légions et de nombreuses cohortes d’auxiliaires, elle fut stationnée à Mayence avec la XVI Gallica.
En 43, elle se joignit à l’armée levée par l’empereur Claude pour sa campagne de Bretagne. Après la conquête de l’île, elle fut stationnée à Leicester, possiblement avec la légion VIIII. Après 55, elle fut transférée à Viroconium (Wroxeter sur la Severn). Elle s’y gagna une réputation telle en défaisant les rebelles de la reine Boudicca que, selon Tacite, sa seule participation à une bataille jetait l’effroi chez les ennemis. Au printemps 60, la légion conquit l’île galloise d’Anglesey.
En 67, Néron, qui estimait particulièrement cette légion, la transféra en Pannonie pour faire partie de la grande offensive qu’il planifiait contre les Parthes. Après le suicide de l'empereur, la légion dut choisir entre les divers prétendants qui se disputaient le trône; elle opta pour Othon et se battit à ses côtés contre Vitellius lors de la première bataille de Bedriacum. Vainqueur, Vitellius, renvoya la légion à Viroconium, mais celle-ci fut presque aussitôt rappelée sur le continent par Vespasien  et mise sous le commandement du général Cerialis dans ses campagnes contre les tribus germaniques sur le Rhin.
Par la suite, la  Legio XIV Gemina devait être stationnée à Mayence sur le Rhin, puis à Vindobona avant de passer nombre d’années en Dacie. Après la guerre contre les Daces, la légion retourna à Vindobona  puis à Carnuntum pour y remplacer la Legio XV Apollinaris. Elle devait y rester jusqu’à sa disparition.
L’emblème de la légion était un capricorne, emblème habituel des légions d’Octave/Auguste. Toutefois, avant la fin du IIIe siècle, on peut aussi trouver un aigle.

## Histoire de la légion

### Sous la République

Campagnes de Jules César durant la guerre des Gaules.

En 58 av. J.-C., Jules César dut faire face à la menace provoquée par la migration des Helvètes vers le sud du Massif central, mettant en danger la province romaine de Gaule narbonnaise. Ne pouvant faire face à cette menace avec la seule légion présente en Gaule, il appela en renfort trois légions déjà existantes en Italie et leva deux nouvelles légions en Gaule cisalpine : les légions XI et XII. Après avoir vaincu les Helvètes, César prit le chemin de la Gaule belgique où il devait affronter les Nerviens. C’est en référence à cette campagne qu’il fait allusion à la levée de deux nouvelles légions en 57 av. J.-C. : les légions XIII et XIIII, avec lesquelles il comptait soumettre les uns après les autres les différents peuples de la Gaule,,. Au cours de l’hiver 54/53, la légion fut attaquée alors qu’elle se trouvait dans ses quartiers d’hiver à Aduatuca par les Éburons, peuple belge établi au nord-est de la Gaule conduits par le chef Ambiorix, et fut pratiquement annihilée. La légion fut immédiatement reconstituée et participa au siège d’Alésia en 52 av. J.-C..  Après avoir ainsi soumis la Gaule, César marcha sur Rome alors que commençait la guerre civile entre lui et Pompée en 49 av. J.-C. Vainqueur en Italie, César décida de poursuivre les Pompéiens dans la péninsule ibérique. Le gros des troupes de Pompée était établi dans le nord-est près de la ville d’Ilerda (aujourd’hui Lérida). César y envoya le général Fabius avec les légions VII, VIIII et XI, ainsi que le général Trebonius avec les légions VI, X et XIIII. Il en résulta une série d’escarmouches à la suite desquels, le 2 aout, le général pompéien Afrianus capitula . Pompée passa alors en Grèce et établit son quartier général à Dyrrachium (aujourd’hui Durrës en Albanie). César fit donc venir la légion en Grèce où elle prit part à la bataille de Dyrrachium (victoire de Pompée – janvier 48 av. J.-C.), puis à la bataille de Pharsale (avantage décisif de César – aout 48 av. J.-C.). Vers la fin de 48, les légionnaires furent démobilisés et renvoyés en Italie. Ils furent toutefois réengagés dès 46 av. J.-C. pour accompagner César dans sa campagne d’Afrique où la légion participa à la bataille de Thapsus du 6 avril 46 av. J.-C. qui constitua la victoire décisive de César. À la suite de quoi, César licencia ses troupes en 46/45 av. J.-C..

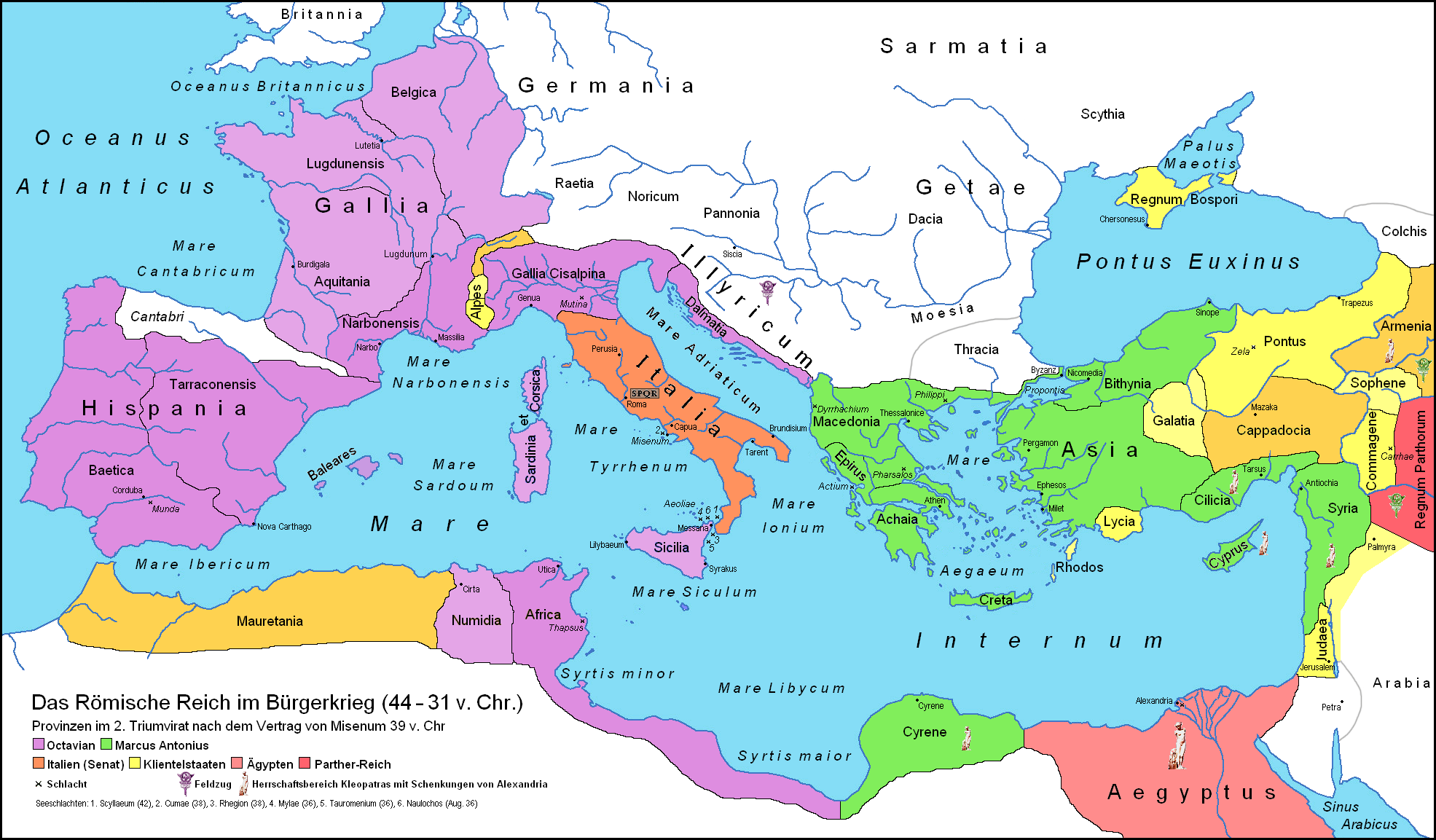
Carte des possessions de la République romaine en 36 av. J.-C. En violet les provinces contrôlées par Octave et en vert celles contrôlées par Marc Antoine.

Après l’assassinat de César en mars 44 apr. J.-C., les trois triumvirs s’étaient réparti les provinces : Octave s’était vu octroyé l’Occident, Marc Antoine l’Orient et Lépide l’Afrique. En 41 ou 40 av. J.-C. Octave leva une nouvelle Legio XIIII (ce qui expliquerait qu’elle ait eu comme emblème le capricorne, emblème habituel d’Octave), soit en reconstituant l’ancienne légion, soit en en créant une nouvelle à qui il donna le même numéro d’ordre pour lutter contre Pompée qui, après avoir été vaincu lors de la bataille de Philippes, s’était réfugié en Sicile où il était en mesure de bloquer l’approvisionnement en blé de la capitale dont Octave avait la charge. Par la suite, la légion devait participer à la bataille d’Actium en 31 av. J.-C. qui confirma la victoire finale d’Octave sur Marc Antoine. Les vétérans furent alors établis à Ateste (aujourd’hui Este en Italie).
Cette bataille causa des pertes considérables.  Aussi, après la bataille, la légion vit-elle ses effectifs renforcés à partir d’unités ayant appartenu à Marc Antoine. À la même époque commençaient à apparaitre des surnoms (cognomen) donnés aux légions. Ainsi, après Actium, la légion XI avait reçu le cognomen d’Actiaca (d’Actium). La légion XIIII reçut celui de Gemina (litt : jumelles), surnom que l’on donna traditionnellement par la suite aux légions reconstituées à partir d’unités de légions décimées ou dissoutes. La légion ainsi reconstituée fut envoyée en Illyrie.

### Sous les Julio-Claudiens
En janvier 27 av. J.-C., Octave annonça au Sénat qu’il se démettait de toutes ses charges pour redevenir simple citoyen; le Sénat refusa cette démission et, le 16 janvier, lui octroya le titre d’Auguste. On convint en même temps d’un partage du monde romain : le Sénat gouvernerait les provinces les plus riches, alors en paix et par conséquent sans garnison militaire importante, alors qu’Auguste gouvernerait les provinces menacées, c’est-à-dire où se trouvaient les légions ; il conservait ainsi le contrôle de l’armée.
En 13 av. J.-C., la Legio XIIII Gemina fut déplacée et envoyée avec la Legio XVI Gallica sur le Rhin où elle établit un campement à Mogontiacum (aujourd’hui Mayence). Toutes deux participèrent sous Auguste aux campagnes de Germanie menées par Drusus, Tibère et Sentius Saturninus. Et lorsque Drusus mourut en 9 av. J.-C. des suites d’une chute à cheval, les légionnaires des deux légions lui érigèrent un cénotaphe dans cette ville.
En 6 apr. J.-C. Tibère (r. 14-37), qui n’était encore que général, mit sur pied un plan de campagne visant à s’emparer de la partie méridionale de la Germanie ainsi que de la Bohême pour faire du Rhin et de l’Elbe la nouvelle frontière de l'empire. Conçue comme une « manœuvre à tenaille », cette opération devait permettre à Tibère de mener au moins huit légions dont la XIIII Gemina contre le roi des Marcomans, Maroboduus, en Bohême pendant que cinq autres légions suivraient le cours de l’Elbe; c’eût été l’opération la plus grandiose menée par des légions romaines. Toutefois la grande révolte illyrienne de 6 à 9 apr. J.-C. réunissant Dalmates et Pannoniens, vint entraver ces projets et forcer Tibère à reconnaitre Maroboduus comme roi des Marcomans.

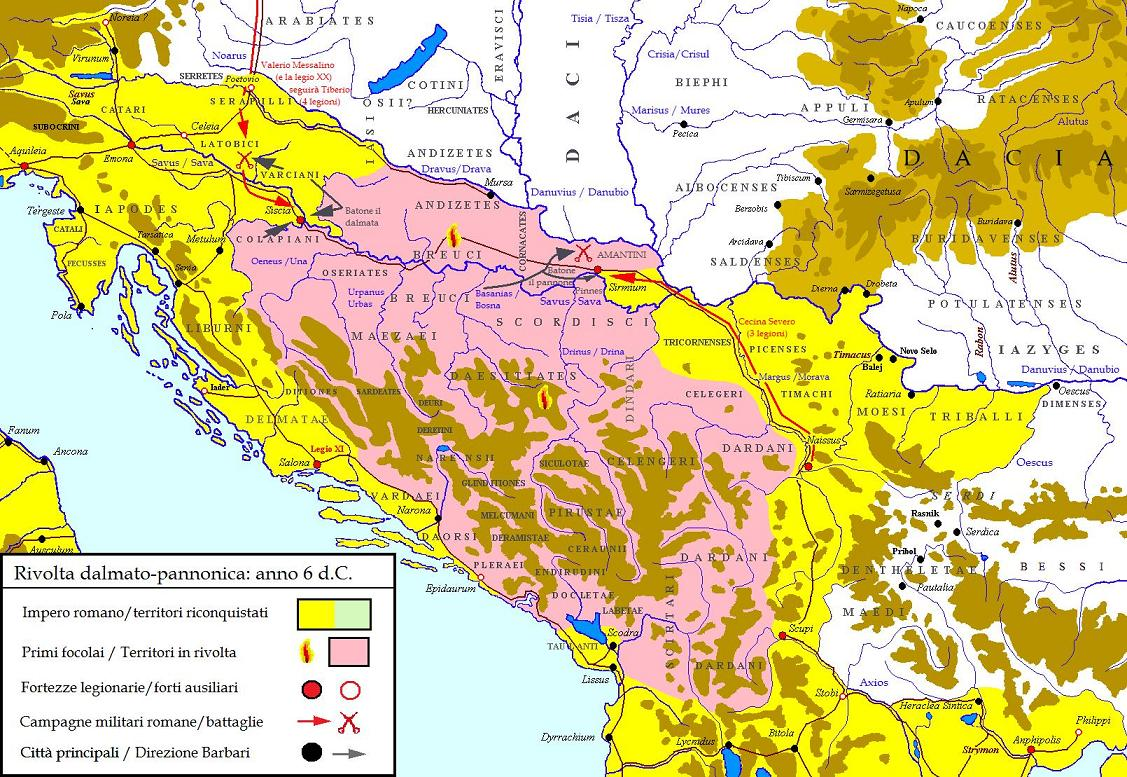
Campagne de Tibère en Illyrie en 9 apr. J.-C.

Pendant trois ans, soit de 6 à 9 apr. J.-C., Tibère à la tête de dix légions et plus de quatre-vingts unités auxiliaires (soit environ cent à cent vingt mille hommes) dut mener une lutte acharnée avant que les rebelles ne se rendent dans la ville d'Andretium. La mort de l’empereur Auguste en 14 fut l’occasion d’une rébellion des légions de Germanie dont on ne connait pas les causes. La légion est mentionnée alors comme stationnée à Mogontiacum (Mayence en Allemagne); la rébellion fut rapidement maitrisée par Germanicus qui en profita pour mener deux campagnes en Germanie à l’est du Rhin en 15 et 16. Huit légions y prirent part : les légions II Augusta, XIII Gemina, XIIII Gemina et XVI Gallica commandées par Germanicus lui-même, alors que les légions I Germanica, V Alaudae, XX Valeria Victrix et XXI Rapax étaient sous les ordres de Aulus Caecina Severus,.
En 21 apr. J.-C., un détachement de la légion, sinon la légion dans son ensemble, fut envoyé en Gaule pour mettre fin à la rébellion des Turones qui s’étaient révoltés sous la direction de leurs chefs Julius Sacrovir et Julius Florus contre les lourdes taxes imposées par Rome. Après quoi, des soldats de la Legio XIIII Gemina furent stationnés en Gaule au camp d’Aulnay-de-Saintonge. Ce camp semble avoir été occupé jusqu’au début des années 30 et témoigne de la reprise en main de la Gaule après la révolte.
Dans les années 39/40 Caligula (r. 37-41) accompagné de la Legio IIII Macedonica partit en campagne en Germanie supérieure contre les Chattes alliés d’Arminius qui avait annihilé les légions romaines de Varus lors de la bataille de Teutoburg. Cette campagne se poursuivit sous la conduite de Servius Sulpicius Galba, le futur empereur, alors commandant de l’armée de Germanie supérieure et se termina par la victoire de celui-ci à l’hiver 40/41, . La légion partagea alors le camp de Mogontiacum (Mayence) avec la légion XIIII Gemina qui devait être remplacée en 43 par la Legio XXII Primigenia.
Une inscription trouvée à Mayence et que l’on peut dater d’entre 13 av. J.-C. et 43 apr. J.-C. nous informe qu’à l’époque les légionnaires de la Legio XIIII Gemina venaient à 79% d’Italie, à 17 % de Gaule et à 3% d’ Autriche.
En 42, Aulus Plautius, gouverneur de la province de Pannonie fut chargé par l’empereur Claude (r. 41-54) d’envahir la Grande-Bretagne. L’année suivante, il débarquait à la tête de quatre légions  (Legio XIIII Gemina, Legio II Augusta, Legio VIIII Hispana et Legio XX Valeria Victrix) et conquit l’ile avant de devenir le premier gouverneur de la nouvelle province de Bretagne. Selon certains chercheurs, de 43 à 55, la Legio XIIII Gemina aurait été stationnée, possiblement avec la Legio VIIII Hispana, à Ratae Corieltavorum (Leicester); d’autres avancent plutôt une première garnison à Lactodurum (Towcester) de 43 à 48, puis à Manduessedum (Mancetter) de 48 à 56.

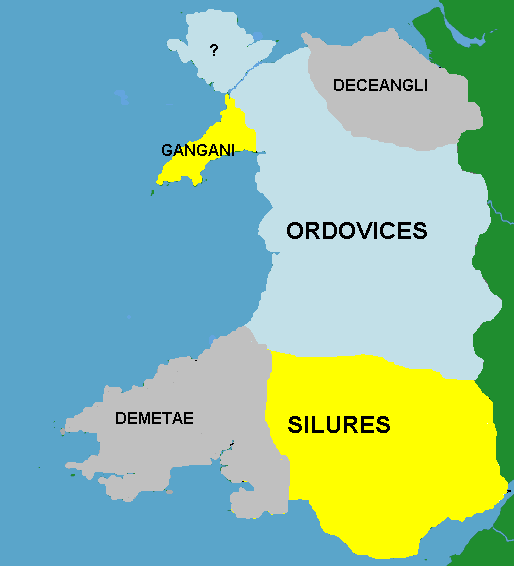
Peuples celtes de l’actuel pays de Galles lors de l'invasion romaine. Délimitations territoriales approximatives.

Sous le gouverneur Publius Ostorius Scapula (47-52), la légion fut envoyée combattre les Cornovii, peuple celte des Midlands en 47, les Deceangli du pays de Galles en 48 et les Brigantes du nord-est de l’Angleterre en 49, avant de retourner dans le Lincolnshire.  Au cours de la décennie suivante, la légion se tourna contre les Silures (sud-est du pays de Galles), les Ordovices (au nord des précédents) et à nouveau contre les Deceangli. Vers la fin de la décennie, la légion fut déplacée vers Viroconium (Wroxeter).
Lors de la révolte de la reine Boadicée (ou Boudica), veuve du roi  Prasutagus qui avait légué son État-client à l’Empire romain, le gouverneur romain, Suetonius Paulinus, à la tête des légions XIIII et XX, menait alors une expédition dans l'île de Mona (l'actuelle Anglesey), au nord du pays de Galles. Après avoir ravagé la nouvelle colonie de Camulodunum (Colchester), les Bretons s’en prirent à Londres dont ils massacrèrent les habitants. Revenu en hâte, le gouverneur à la tête de ces deux légions affronta les forces de Boadicée lors de la bataille de Walting Street ; bien que très supérieures en nombre, les troupes bretonnes subirent des pertes énormes, quelque 80 000 hommes, alors que les Romains n'en perdaient que quatre cents. La Legio XIIII Gemina fut récompensée en ajoutant à son nom le cognomen Martia Victrix (litt : victorieuse grâce à Mars),. Les vétérans des deux légions furent ensuite installés à Camulodunum qu’ils aidèrent à reconstruire. Selon Tacite, cette victoire rendit la légion particulièrement célèbre et Néron la considéra avec un intérêt particulier.

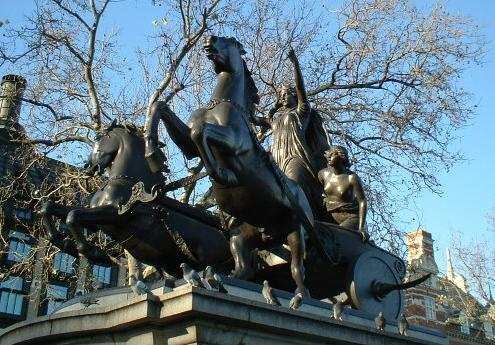
Statue de Boadicée, héroïne de la patrie, érigée à Londres, œuvre de Thomas Thornycroft (1815–1885).

C’est sans doute ce qui lui valut de devoir quitter Viroconium en 65 où elle fut remplacée par la Legio XX Valeria Victrix, pour se joindre aux forces assemblées par Néron en vue d’une imposante campagne contre les Parthes ,. Cette campagne ne devait pas se réaliser : Vindex en Gaule lyonnaise et Galba gouverneur de l’Hispanie tarraconaise étant entrés en révolte ouverte contre l’empereur, celui-ci dérouta la légion soit vers le nord de l’Italie soit vers les Balkans.

### Pendant l’Année des quatre empereurs et sous les Flaviens
On ignore l’endroit exact où se trouvait la légion à la mort de Néron (9 juin 68). Huit cohortes auxiliaires de Bataves lui étaient alors attachées, venues sans doute elles aussi de Bretagne. Lors de la révolte de Vindex ces auxiliaires semblent avoir pris un parti différent de celui de la légion. Par la suite ces cohortes furent séparées de la XIIII, et renvoyées en Gaule vraisemblablement en direction de la Bretagne où, début janvier 69 on les retrouve chez les Lingons. Selon Tacite la XIIII se montra longtemps fidèle à Néron. Son comportement sous Galba ne nous est pas connu, mais Tacite souligne ensuite son attachement à Othon (r. janv – avr 69) . Des Balkans, Othon l'envoya avec trois autres légions sur les rives du Pô pour contrer les troupes de Vitellius (avr – déc 69) qui, en mars 69, venaient de passer les Alpes. Lorsque la bataille décisive s'engagea à Bedriac, la XIIII n'était pas complètement arrivée et seul un détachement participa au combat,. Les soldats de la légion XIIII encerclés par des forces supérieures ne purent échapper à la défaite. Après sa victoire, Vitellius décida de renvoyer la légion XIIII en Bretagne en la faisant accompagner par ses anciens auxiliaires Bataves. Ceux-ci, en raison de leurs anciennes dissensions avec la légion, avaient comme mission de la surveiller. C'est dans une atmosphère marquée par des velléités d'insubordination que la légion regagna la Bretagne, certains soldats tentant, en vain, de persuader leurs camarades de piller Vienne, cité qui avait été fidèle à Vindex. Dans la fin de l'été 69, Vespasien (r. déc. 69 – juin 79) contacta par courrier la légion XIIII, espérant ainsi entraîner sa défection et affaiblir le camp de Vitellius. Mais si la Bretagne rallia finalement le camp de Vespasien c'est surtout, selon Tacite, en raison de la légion II Augusta. La légion XIIII  fut ensuite rapidement rappelée sur le continent pour participer à la répression de la révolte de Julius Civilis,. Dirigée par le légat Fabius Priscus la légion débarqua en Germanie et fut envoyée contre deux peuples révoltés, les Nerviens et les Tongres dont elle reçut la capitulation. Placée sous les ordres de Quintus Petillius Cerialis elle participa aux combats contre Civilis aux côtés des légions II Adiutrix et VI Victrix. Cerialis rappela la gloire que la légion XIIII s’était méritée en Bretagne avant un affrontement décisif avec les Germains révoltés. Au lendemain de cette bataille victorieuse, Cerialis envoya la légion XIIII en Germanie supérieure, la plaçant sous le commandement d'Appius Annius Gallus. Pour la seconde fois la XIIII prenait sa garnison dans le camp de Mayence.

### Sous les Flaviens et les Antonins

Répartition des peuples germaniques au Ier siècle ap. J.-C.

Dans le camp de Mogontiacum la légion XIIII s'installa à la place de la légion IIII Macedonica, au sud-est du camp (côté droit), la I Adiutrix occupant l’autre côté. À cette occasion, le camp fit l'objet d'une profonde rénovation, une enceinte de pierre étant construite au lieu de la palissade de bois avec remblais de terre, tandis que de nombreux bâtiments furent élevés ou restaurés et qu'un aqueduc fut construit pour assurer l'approvisionnement en eau du camp. Cette période vit aussi la place du camp de Mayence dans le dispositif frontalier romain changer, les implantations romaines se déplaçant à l'est, au-delà du Rhin avec l'occupation des Champs Décumates.
Contrairement à celles menées par ses prédécesseurs Vespasien (r. 69-79) et Titus (r. 79-81) les campagnes de Domitien (r. 84-96) furent de nature défensive; rejetant la politique d’expansion de ses prédécesseurs, l’empereur s’attacha surtout au développement du Limes Germanicus qui devait comprendre un vaste réseau de routes, de forts et de tours de guet construits le long du Rhin. En 83, il réunit les Legio I Adiutrix, XIIII Gemina, XXI Rapax, VIII Augusta, XI Claudia ainsi que des détachements (vexillationes) des trois légions britanniques, la II Augusta, VIIII Hispana et XX Valeria Victrix en Germanie et, traversant le Rhin, conduisit une campagne contre les Chattes, peuple qui avait participé aux côtés d’Arminius au désastre romain de Teutoburg et qui vivait dans la région de Mogontiacum, le long du Danube. À la suite de cette campagne, l’empereur scinda la province en deux : Germanie supérieure (ou Germanie première) et Germanie inférieure (ou Germanie seconde), et la Legio XIIII Gemina demeura à Mogontiacum, devenue capitale de la Germanie supérieure. En 89, le gouverneur de cette province, Lucius Antonius Saturninus, se révolta contre Domitien et les Legio XIIII Gemina et XXI Rapax se rangèrent à ses côtés. Les Germains que Saturninus avaient appelés à l’aide ne purent franchir le Rhin, à la suite d'un dégel précoce du fleuve. La rébellion fut toutefois maitrisée en quarante-deux jours par les troupes du gouverneur de Germanie inférieure, Aulus Bucius Lappius Maximus avant même que Domitien à la tête de forces imposantes dont la garde prétorienne ne parvienne dans le nord. Pour prévenir une nouvelle tentative d’insurrection, Domitien sépara les deux légions, la XXI Rapax étant envoyée en Pannonie.

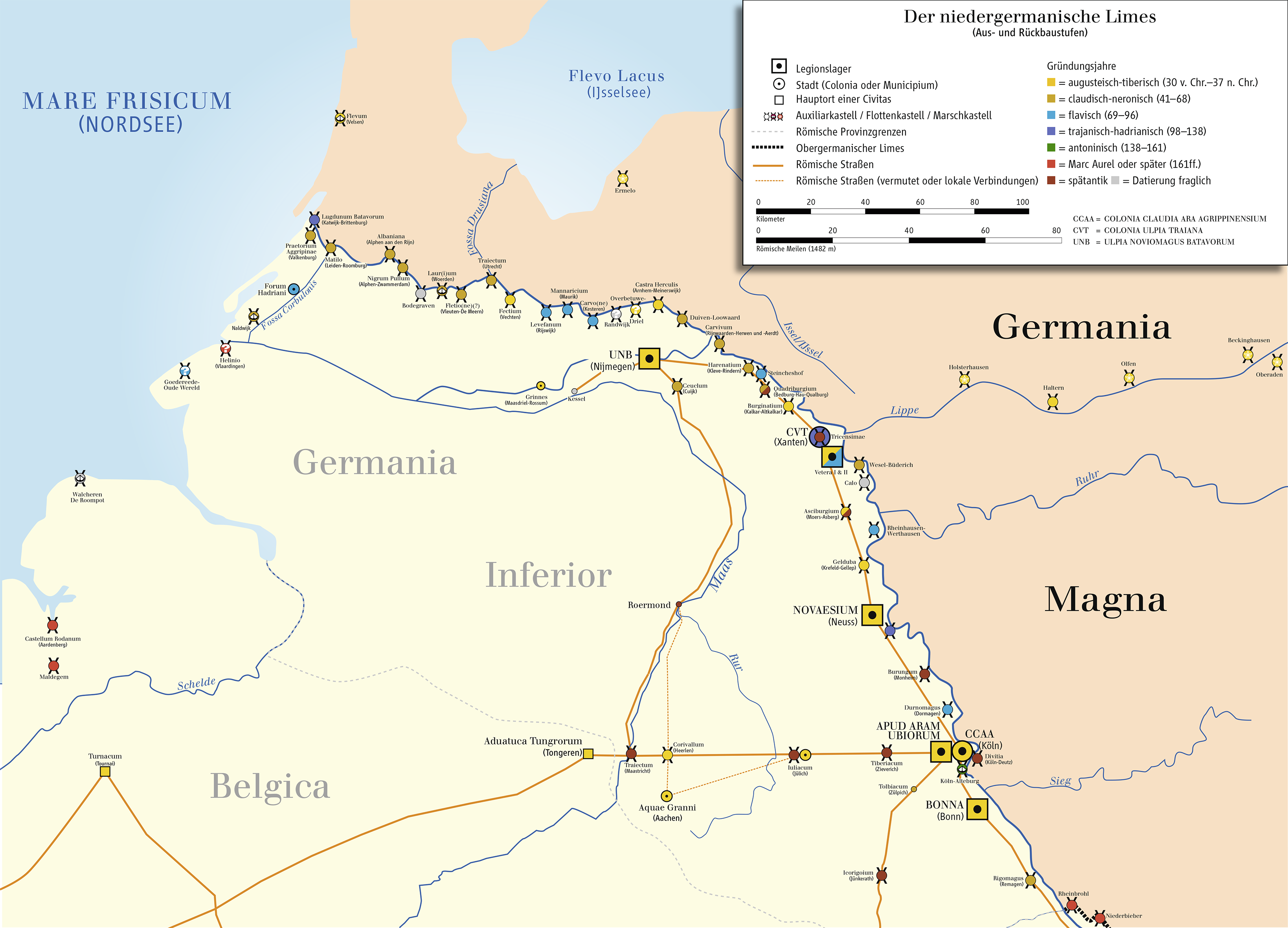
Le limes germanicus entre la Germanie supérieure et la Germanie inférieure.

La Legio XIIII Geminina devait l’y rejoindre en 92  pour remplacer la XXI Rapax annihilée par les Daces,. Elle fut d’abord stationnée à Mursellae (aujourd’hui Petrijevci près de Osijek en Croatie), puis à Ad Flexum (Mosonmagyaróvár en Hongrie) où elle dut affronter les Suèves et les Sarmates. Cette guerre devait se continuer durant le règne de Nerva (r. 96-98) et culminer de 101 à 106 par les guerres de Trajan contre les Daces (auxquelles au moins un détachement de la Legio XIIII Gemina prit part, et la conquête de la Roumanie. Les vétérans de la Legio XIIII Gemina furent alors installés à Sarmizegetusa, capitale des provinces conquises.
Au plus tard en 114 elle dut aller remplacer la Legio XV Apollinaris à Carnuntum (aujourd’hui en Basse-Autriche). Elle devait y rester plus de trois cents ans, soit jusqu’à la fin de l’occupation romaine de Carnuntum, même si des détachements furent envoyés en plusieurs autres endroits. Tout autour du campement se développa une agglomération civile à laquelle Hadrien (r. 117-138) accordera le statut de « municipe ».

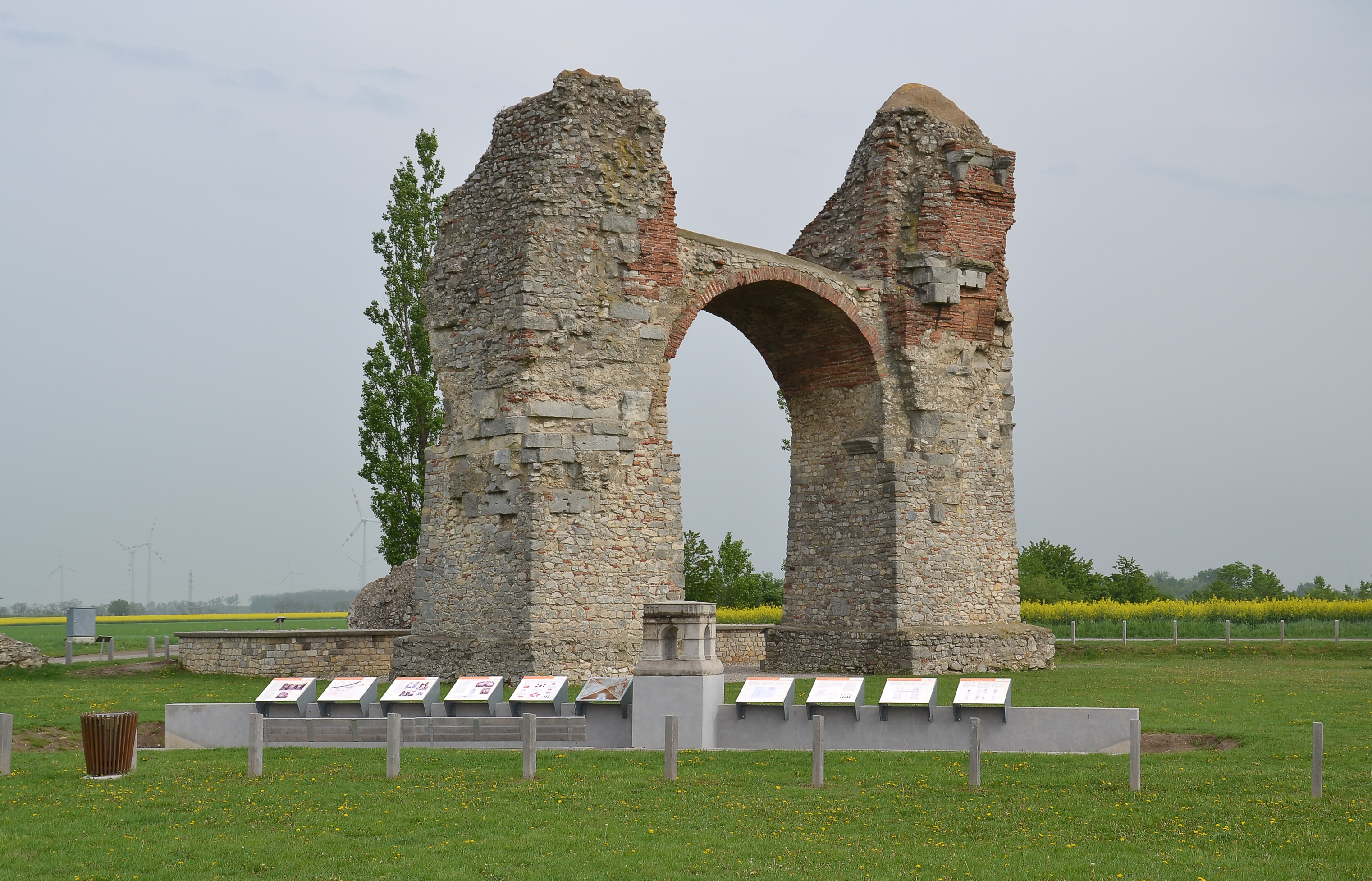
La porte des païens à Carnuntum.

Sous Antonin le Pieux (r. 138-161), des régiments furent envoyés en Afrique du nord pour lutter contre les Maures sous le commandement du coempereur Lucius Verus (r. 161-169) et prirent part de 162 à 166 aux guerres contre les Parthes. Pendant la guerre contre les Marcomans (166-180), Marc Aurèle aura son quartier général à Carnuntum.

### Pendant la Deuxième année des quatre empereurs et sous les Sévères

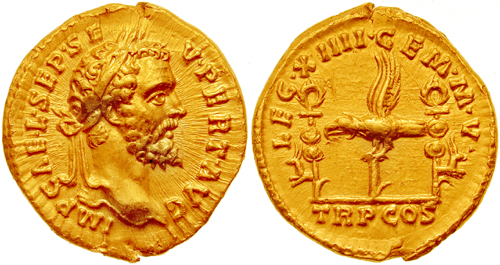
Aureus de Septime Sévère frappé en 193 en l’honneur de la légion avec l’inscription : IMPerator CAEsar Lucius SEPtimus SEVerus PERTinax AVGustus LEGio XIIII GEMina Martia Victrix.

Après le meurtre de l’empereur Publius Helvius Pertinax (r. 193), Lucius Septimius Severus (Septime Sévère, r. 193-211) alors gouverneur de la Pannonie supérieure fut proclamé empereur par ses troupes à Carnuntum. Une grande partie de la Legio XIIII marcha avec lui sur Rome contre Didius Julianus (r. 28 mars au 1er juin 193) nommé par les prétoriens qui avaient offert le trône au plus offrant,. Un régiment de la même légion combattit Pescennius Niger (193-194)  proclamé empereur par les légions de Syrie bientôt suivies par celles de Cappadoce, d'Arabie et d'Égypte opposées à la révolution de palais qui venait de se produire à Rome. En juin 193, Sévère mit le siège devant Byzance, qui résista jusqu'en 195, puis passa en Asie mineure et battit Pescennius Niger lors de la bataille d’Issos en 194 après avoir forcé le passage des Portes ciliciennes.
Par la suite, elle suivit Septime Sévère dans sa campagne contre les Parthes qui devait se terminer en 198 avec la prise de Ctésiphon, leur capitale. En 202, la légion était de retour à Carnuntum. Dans les dernières années de Septime Sévère, l’empereur envoya un détachement en Bretagne pour y maintenir l’autorité de Rome.
Sous Caracalla (r. 211-217), un détachement prit part à une nouvelle campagne contre les Parthes et fut stationnée quelque temps à Apamée sur l’Oronte et à Zeugma. Macrin (r. 217-218), successeur de Caracalla, continua la guerre contre les Parthes, mais subit deux défaites consécutives durant l’hiver 217, entrainant de lourdes pertes dans l’armée, et dut acheter la paix en leur versant deux cents millions de sesterces.

### Pendant l’Anarchie militaire et l’Antiquité tardive
La légion fut active durant le IIIe siècle souvent en compagnie de la Legio X Gemina (cantonnée à Vindobona), mais les sources se font discrètes. Il est probable que la légion prit part aux campagnes de Gordien III (r. 238-244) et/ou de Philippe l’Arabe (r. 244-249) contre les Sassanides. En 260, lorsque Gallien (r. 260-268) arriva au pouvoir après la capture de son père par le roi perse Shapor, il dut faire face à une tentative d’usurpation du général Postumus qui se proclama empereur des Gaules à l’automne. La légion se rangea alors du côté de l’empereur, appui pour lequel elle obtint le cognomen Pia VI Fidelis VI (litt : six fois fidèle, six fois loyale), mais elle donna son appui à un autre usurpateur du nom de Régalien, qui envoyé en Pannonie pour maintenir l’ordre et la sécurité, s’y était fait proclamé empereur. Toutefois, cette tentative d’usurpation échoua rapidement, des bandes de Sarmates, de Quades et de Roxolans ayant éliminé Régalien après avoir franchi le Danube et envahi la province. Après la mort de Gallien, la légion changea une autre fois de camp et appuya Victorinus (269-271)  qui avait succédé à Postumus comme « empereur » de l’Empire des Gaules.
Tout au cours de ce siècle, la légion se verra attribuer des cognomen au nom de l’empereur régnant : Antoniniana sous Caracalla et/ou Héliogabal,, sous Sévère Alexandre (r. 222-235) celui de Severiana , sous Gordien III (r. 238-244) celui de Gordiana, sous Philippe l’Arabe (r. 244-249) celui de Philippiana et sous Maximien (r. 286-305), celui de Maximiana.

Emblème de bouclier des Quartodecimani, légion faisant partie de l’armée mobile du Magister Militum per Thracias, au V (Notitia Dignitatum)

Si l’on en croit la Notitia Dignitatum, la légion comptait, au IVe siècle des marins dans ses rangs (militum liburnariorum). Ceux-ci étaient assignés aux patrouilles fluviales le long du Danube et appartenaient aux troupes de garde-frontières (limitanei). Les Quartodecimani, un régiment détaché de la légion, appartenait à l’armée mobile (comitatenses) et était sous les ordres du Magister militum per Thracias (litt : maitre des milices de Thrace). Au début du Ve siècle, il ne restait plus au camp de Carnuntum qu’une cinquième cohorte (cohortis quintae) sous les ordres d’un préfet. Celle-ci faisait partie des garde-frontières de la Norique-Pannonie sous les ordres du Dux Pannoniae Primae et Norici Ripensis (litt : duc de la Pannonie première et des rives de la Norique).
Après quoi, on perd toute trace de la légion.

## Prosopographie

### Legati legionis
- Fabius Priscus, en 70[87].
- P.Baebius Italicus, vers 82-84[88].
- Cn. Minicius Faustinus Sex. Iulius Severus, vers 117-120 [89].
- L. Roscius Maecius Celer [Manlius ?] Postumus Mam[ilianus] Vergilius Staberianus, vers 125-130.
- Cn. Papirius Aelianus Aemilius Tuscillus, vers 130.
- [Q. Pompeius Vopiscus C. Arr]unt[ius Cate]llius Celer Allius Sabinus, vers 132-133.
- T. Caesernius Statius Quintius Statianus Memmius Macrinus, vers 135-138.
- P. Cluvius Maximus Paullinus, vers 138-141.
- T. Prifernius Paetius Rosianus Nonius [?Agric]ola C. Labeo [T]e[tius], vers 139-141?
- M. Nonius Macrinus, vers 150[90].
- M. Statius Priscus, vers 155[91].
- C. Vettius Sabinianus Iulius Hospes, vers 170[92].
- L. Ragonius Quintianus, vers 180[93].
- T. Flavius Secundus Philippianus, vers 193.
- ?[...] vers 197[94].
- C. Petronius Probatus Iunior Iustus, vers 222-235.

### Tribuni militum laticlavii
- Aelius Iulianus[95].
- L. Cornelius L.f. Pusio, vers 14-37[96].
- T. Marcius T.f. Le[...] [97].
- L. Minicius Natalis Quadronius Verus, vers 118[98].
- Cn. Minicius Faustinus Sex. Iulius Severus, vers 100-110 [89].
- […], vers 205-209[99],[100].
- […]us Annianus, vers 225-230[101].

### Tribuni militum angusticlavii
Les tribuns angusticlaves étaient des officiers équestres accomplissant, après Claude, leur deuxième milice.
- L. Nasidienus Agripp(a) ou Agripp(inus), sous Auguste[103].
- Sex. Palpellius Hister, sous Auguste[104].
- […], milieu du Ier siècle[105].
- M. Cornelius Nigrinus Curiatius Maternus, sous Néron[106].
- M. Ofasius Firmus Marus Cornelius Cossinus, sous Néron[107].
- [...] Rufus, sous Trajan ou Hadrien[108].
- T. Aurelius Calpurnianus Apollonides, sous Antonin le Pieux[109].
- Q. Petronius Novatus, seconde moitié du IIe siècle[110].
- ? Ti. Claudius Claudianus, sous Commode [111]?
- […], sous les Sévères[112].
- L. Aconius Callistus, sous Sévère Alexandre[113].
- Cornelius Vitalis, IIIe siècle[114].
- L. Petronius Taurus Volusianus, milieu du IIIe siècle[115].

### Signifier, Porte enseigne
- Lucius Porcius citoyen romain de la tribu Voltinia Porte Enseigne de la XIIII Legion. Stèle funéraire retrouvée à UCETIA (Uzès).